# Hans Erik Johnsen
Hans Erik Johnsen er klinisk professor på Aalborg Universitetshospital.

## Uddannelse
Hans Erik Johnsen bestod i 1976 den medicinske embedseksamen ved Aarhus Universitet, og året efter opnåede han guldmedalje i klinisk immunologi samme sted. Fem år senere, i 1982, modtog Hans Erik Johnsen den medicinske doktorgrad i immunologi. I 1989 fik han endvidere speciallægeanerkendelsen i Intern Medicin og Hæmologi.

## Baggrund, karriere og videnskabelige bidrag
Hans Erik Johnsen var indtil 1986 ansat ved Aarhus Kommunehospital og Marselisborg Hospital. Efter en kort ansættelse ved Rigshospitalet var han i perioden 1987 – 1988 Senior Fellow in Oncology ved The Fred Hutchinson Cancer Research Center på University of Washington i Seattle. Herefter vendte han hjem til Danmark med ansættelse ved Gentofte og Herlev Amtssygehus. Ved sidstnævnte blev han i 2004 professor i eksperimentel hæmatologi. Året efter blev Hans Erik Johnsen tilknyttet det daværende Aalborg Sygehus.
Hans Erik Johnsen er på Aalborg Universitetshospital tilknyttet følgende organisationer:
- Klinisk Institut
- Det Sundhedsvidenskabelige Fakultet

Her bedriver han forskning inden for den eksperimentelle kræftbehandling med fokus på:
Individuel Terapi Prædiktion af behandlingsrespons, hæmatologi, udvikling af maligne blodsygdomme, B celle udvikling, stamceller, myelomatose lymfomer, molekylær diagnostik og monoklonale gammopatier.

Denne forskning er udgivet i mere end 330 artikler bragt i videnskabelige tidsskrifter. Derudover har Hans Erik Johnsen bidraget til fem bøger.
Udover de videnskabelige formidlingskanaler når Hans Erik Johnsens forskning også ud til et bredere publikum, hvilket særligt gælder hans resultater vedrørende udvikling af individuel behandling til blandt andet leukæmipatienter. I 2014 kunne Hans Erik Johnsen på en konference afholdt af American Society of Hematology præsentere et gennembrud i denne forskning, der påviste, ”(…) at individuelle maligne tumorer har specifikke genudtryk.”
En sideeffekt af denne forskning er, at den ifølge Hans Erik Johnsen kan betragtes som en måde at imødegå de voldsomt stigende medicinudgifter, idet det individualiserede behandlingsforløb kun anvender netop de medicintyper, som forventes at have en gavnlig effekt.
I forlængelse af sin forskning har Hans Erik Johnsen arrangeret ph.d.-kurset Personalized Medicine in Cancer Research – The Scientific Methodology, Technologies, Infrastructure, Clinical Validation Trials and Implementation.
Hans Erik Johnsen modtog i 2001 et klinisk forskningsstipendium fra Novo Nordisk Fonden. I 2006 modtog han yderligere William Nielsens Fonds hædersgave på 100.000 kr. for ”(…) hans banebrydende arbejde inden for Det Europæiske Myelomatose Netværk samt for hans indsats inden for KOF-udvalget nedsat af Statens Sundhedsvidenskabelige Forskningsråd.”